# Eleonora Forenza
Eleonora Forenza (Bari, 10 de novembre de 1976) és una política italiana, portaveu de cultura i comunicació del Partit de la Refundació Comunista i membre de Potere al Popolo.És també membre del col·lectiu Femministe Nove i del consell de la Internacional Gramsci Society. Forenza es va graduar en Literatura a la Universitat de Bari, on també es va doctorar en Estudis Italians.

## Trajectòria
A les eleccions al Parlament Europeu de 2014 va ser elegida diputada com a candidata de la coalició L'Altra Europa con Tsipras. El 7 de desembre de 2016 fou la candidata a la presidència europea per part del grup parlamentari Esquerra Unitària Europea/Esquerra Verda Nòrdica.
El setembre de 2018, Forenza fou una de les 15 diputades que denuncià la manca d'independència judicial i la violació de drets fonamentals arran de l'escàndol del xat del Consell General del Poder Judicial espanyol filtrat per Anonymous.
El març de 2019, Forenza fou una de les signants del manifest publicat per la revista italiana Left que denuncià la passivitat de les institucions de la Unió Europea davant del «judici polític» al procés independentista català, atesa «l'anormalitat democràtica» de l'Estat espanyol, tot exigint «l'excarceració immediata dels presoners polítics catalans».